# Bella Cummins

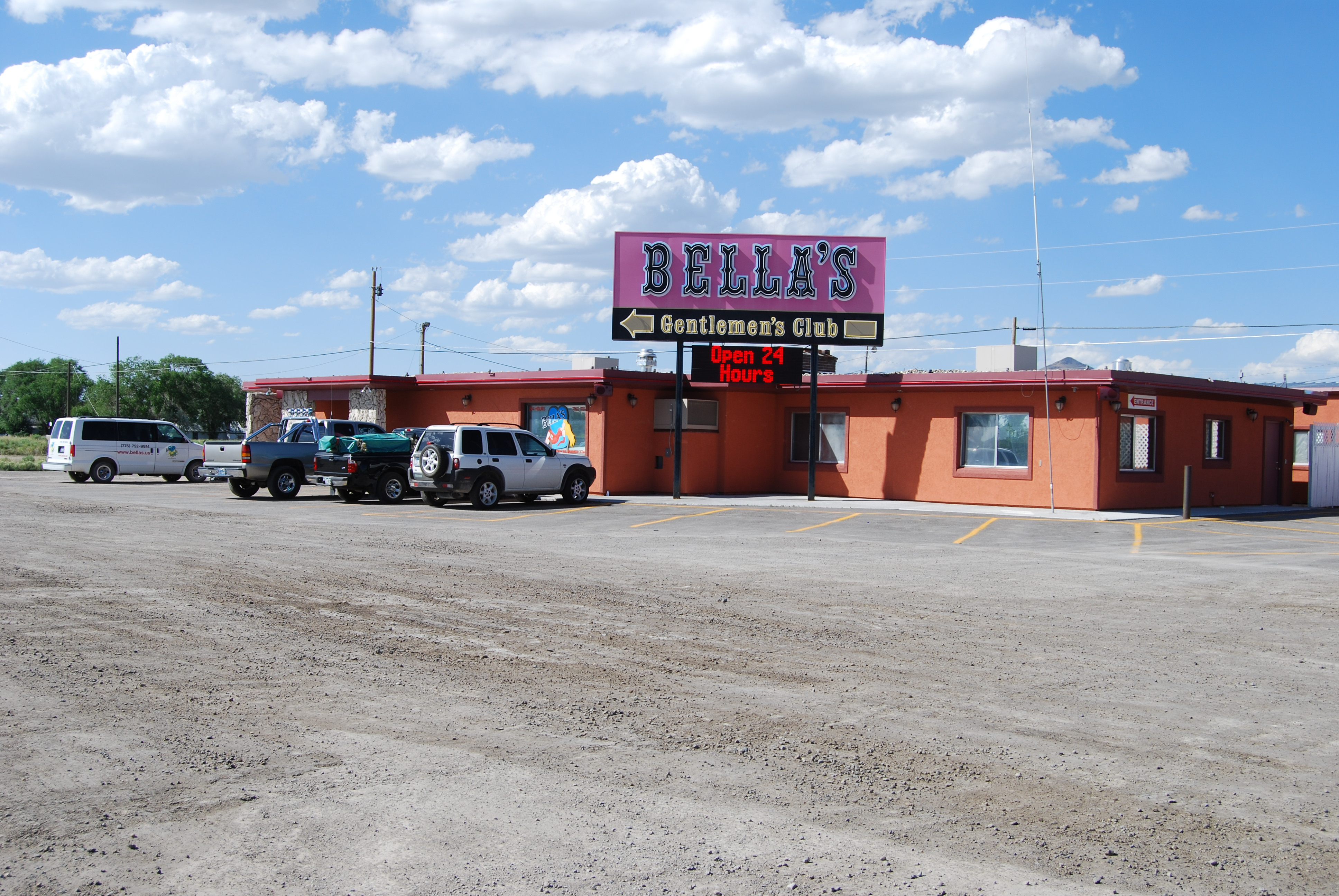
Bella’s Gentlemen’s Club in Wells

Bella Cummins (geb. 1950 in Chicago) ist eine Unternehmerin im US-Bundesstaat Nevada, die ein Café und das Bordell Hacienda Ranch betreibt.

## Leben
Bella Cummins wuchs im ländlichen Teil des Bundesstaats New York auf und zog von dort aus in den amerikanischen Südwesten. Dort lernte sie ihren Mann kennen, der damals das legale Bordell „Hacienda Ranch“ in Wells gekauft und zu diesem Zweck eine Hypothek auf sein eigenes Haus aufgenommen hatte. Aufgrund seiner fehlenden unternehmerischen Erfahrung geriet sein Unternehmen in eine Schieflage und seine Frau Bella musste die Buchhaltung übernehmen. Zu diesem Zeitpunkt wusste sie weder über Buchführung noch über das Betreiben eines Bordells Bescheid. Sie eignete sich das notwendige Wissen an und übernahm das Bordell 1987 als Eigentümerin. Daneben betreibt sie ein Café.

## Arbeit
Die Beschäftigten in der Hacienda Ranch müssen im Besitz einer business license des Staates Nevada sein und gelten als unabhängige Unternehmerinnen, Cummins legt Wert darauf, auf Augenhöhe mit ihren Mitarbeiterinnen zu sein. Sie gilt als dienstälteste Bordellchefin Amerikas, hat aber nie selbst als Prostituierte gearbeitet. Als wichtigste Fähigkeit einer Prostituierten oder Bordellchefin bezeichnet sie Einfühlungsvermögen. Ihre Mitarbeiterinnen verdienen nach ihren Angaben während ihrer Einarbeitungszeit etwa 1000 $ in der Woche, danach mehr. In der Sexarbeit tätige Personen haben jedoch große Probleme, Bankkonten zu bekommen oder zu behalten; wenn die Banken von der Herkunft ihres Geldes erfahren, kündigen sie ihnen oftmals die Konten, nach Angaben aus Bankkreisen wegen Befürchtungen, das Geld stamme aus illegalen Aktivitäten. Während der COVID-19-Pandemie wies die Staatsbank von Nevada, ein Tochterunternehmen der in Salt Lake City ansässigen und von Brigham Young gegründeten Zions Bancorporation, ihre Anträge auf Überbrückungskredite für ihr Bordell und auch für ihr Café zurück. Erst nachdem sie direkt Kontakt zum zuständigen Sachbearbeiter der SBA aufgenommen und nachgewiesen hatte, dass das Bordell und das ebenfalls von ihr betriebene Café getrennte Räumlichkeiten hatten, erhielt sie einen Kredit in Höhe von 70.000 $. Weiterhin bemühte sie sich in dieser Zeit um Lizenzen für ihre Mitarbeiterinnen für Escort-Service ohne Sex.

## Engagement
Cummins macht sich für eine Übernahme der Gesetzgebung des Bundesstaates Nevada, in dem Prostitution in einigen Countys unter strengen Auflagen legal ist, in allen US-Bundesstaaten stark. Sie plädiert dafür, hierbei über die bloße Entkriminalisierung von Prostitution hinauszugehen und ganzheitliche Lösungen anzustreben, die die Sexarbeiter in ihren Rechten stärken und für ihre Sicherheit und Gesundheit Sorge tragen. Um die Rechte von Sexarbeiterinnen zu stärken und Angriffe religiöser Gruppen auf die Sexarbeit abzuwehren, gründete sie 2018 die Organisation „Oneida“.
Sie bemüht sich auch um eine Verbesserung des Images von Sexarbeiterinnen. Deshalb will sie die stigmatisierende Bezeichnung „Prostituierte“ auf Arbeitsausweisen durch die Bezeichnung „Kurtisane“ ersetzen. Sie schrieb aus diesem Grund einen Brief an den Stadtrat von Wells.
Eine Kurtisane sei ein „sinnlich-sexueller Dienstleister“ und gehöre zur Elite, sie könne nicht mit jemandem ohne Lizenz und Gesundheitscheck gleichgesetzt werden.
Weil Wells in der Nähe des mormonisch dominierten Bundesstaats Utah liegt, setzte sie sich öfters mit mormonischen Gruppen auseinander, die mit ihrer Tätigkeit Probleme hatten. Sie gewann aber alle Diskussionen mit mormonischen Bischöfen, und einer von ihnen sagte zu ihr: „Weißt du, Bella, wenn ich die Kurtisanen schon nicht davon abhalten kann, durch deine Tür zu gehen, weiß ich wenigstens, dass sie sicher sind, nachdem sie hindurchgegangen sind.“